# Tuntum (kommun)
Tuntum är en kommun i Brasilien.   Den ligger i delstaten Maranhão, i den östra delen av landet, 1 200 km norr om huvudstaden Brasília. Antalet invånare är 39 257.
Följande samhällen finns i Tuntum:
- Tuntum

Omgivningarna runt Tuntum är huvudsakligen savann. Runt Tuntum är det glesbefolkat, med 14 invånare per kvadratkilometer.